# David Gilbert (hockey sur glace)
Pour les articles homonymes, voir David Gilbert et Gilbert.
David Gilbert, né le 9 février 1991 à Châteauguay dans la province de Québec au Canada, est un joueur professionnel canadien de hockey sur glace qui évolue au poste de centre aux Boxers de Bordeaux, en Saxoprint Ligue Magnus (élite française). Il a précédemment joué pour les IceHogs de Rockford en Ligue américaine de hockey (LAH), et a été repêché en 2009 par les Blackhawks de Chicago de la Ligue nationale de hockey (LNH).

## Carrière
David Gilbert joue quatre saisons, de 2007 à 2011, en junior majeur dans la Ligue de hockey junior majeur du Québec, pendant lesquelles il totalise 70 buts et 86 aides, soit 156 points pour 209 matchs joués. En 2009, il est sélectionné pour le match des prospects de la Ligue canadienne de hockey, puis repêché au septième tour (deux cent neuvième position au total) par les Blackhawks de Chicago.
Il fait ses débuts professionnels en Ligue américaine de hockey avec les IceHogs de Rockford en 2009-2010. Il signe le 31 mai 2011 un contrat de trois ans avec les Blackhawks de Chicago.
Le 19 août 2014, l'équipe des Solar Bears d'Orlando de l'ECHL annonce avoir fait signer David Gilbert en tant qu'agent libre, mais est finalement revendu avant le début de la saison 2014-2015 aux Nailers de Wheeling,.
Il signe comme agent libre avec les Wings de Kalamazoo pour la saison 2015-2016. Le 18 juillet 2016, il signe avec les Boxers de Bordeaux, en Saxoprint Ligue Magnus, élite française.
Il rejoint la Hongrie et le championnat autrichien en 2017 en signant au SAPA Fehérvár AV 19.